# Kinixys nogueyi
Espèce
Synonymes
- Homopus nogueyi Lataste, 1886
- Cinixys dorri Lataste, 1888
- Kinixys belliana nogueyi (Lataste, 1886)

Statut CITES
Kinixys nogueyi est une espèce de tortues de la famille des Testudinidae.

## Répartition
Cette espèce se rencontre au Nigeria, en Gambie, au Togo, au Bénin, au Ghana, au Côte d'Ivoire, au Burkina Faso, au Liberia, en Sierra Leone, en Guinée, en Guinée-Bissau, au Sénégal, au Mali, en Mauritanie et au Cameroun. Sa présence est incertaine en République centrafricaine, en Guinée équatoriale, au Gabon, au Tchad et au Niger.

## Étymologie
Cette espèce est nommée en l'honneur de Gustave Noguey.

## Publication originale
- Lataste, 1886 : Description d’une tortue nouvelle du Haut Sénégal (Homopus nogueyi). Le Naturaliste, vol. 8, p. 286–287 (texte intégral).